# Formazione Mangrullo

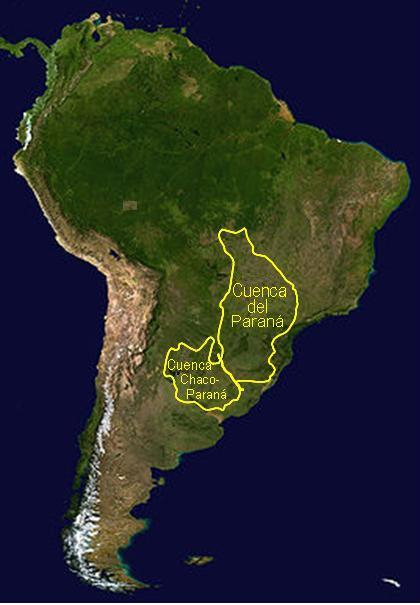
La formazione Mangrullo fa parte del bacino del Paraná nell'America del Sud.

La formazione Mangrullo  è una formazione geologica e sito fossile risalente al Permiano inferiore (Artinskiano), situato nella parte nordorientale dell'Uruguay.
Alcuni autori la classificano assieme alla formazione Paso Aguiar e alla formazione Fraile Muerto, come una delle tre suddivisioni della formazione Melo, nel qual caso viene denominata membro Mangrullo.
Come le formazioni correlate Irati e Whitehill, è nota per i suoi abbondanti fossili di mesosauro. Al suo interno si trova anche il più antico Konservat-Lagerstätte del Sud America, come pure i più antichi fossili di embrioni di amniota.

## Geologia
La formazione Mangrullo fa parte del Gruppo del Cerro Largo, nel Bacino del Paraná, il vasto bacino sedimentario della parte sudorientale dell'America del Sud.
La datazione radiometrica e la correlazione con i siti fossili della formazione Irati in Brasile (nel Bacino del Paraná) e della sudafricana formazione Whitehill (nel bacino del Karoo), la fanno risalire all'Artinskiano con un'età di circa 279 ± 6 milioni di anni.
La formazione ha uno spessore di circa 40 m e consiste principalmente di letti di spessore variabile di calcari di dolomite e arenaria, oltre a laminazioni di shale, argilla e siltite.